# 캐슬바니아: 불화의 하모니
《캐슬바니아: 불화의 하모니》는 코나미가 제작한 액션 롤플레잉 플랫폼 게임이다. 게임보이 어드밴스로 발매된 두번째 캐슬바니아 게임이다. 2002년 6월 일본서 《캐슬바니아: 백야의 콘체르토》라는 제목으로 최초로 출시됐고, 북미와 유럽 지역에선 같은 해 9월 및 10월에 발매됐다.
《캐슬바니아 (1986)》의 사건으로부터 50년 후인 1748년의 이야기를 다루며, 드라큘라를 격퇴했던 사이먼 벨몬트의 후손 주스트 벨몬트가 납치된 친구를 구하기위한 여정을 그렸다. 프로듀서 이가라시 코지가 플레이스테이션로 발매돼 극찬을 받았던 《캐슬바니아: 밤의 교향곡》의 성공을 재현하기 위해 제작된 작품으로, 발매 후 미국에서 126,000장의 판매량을 기록했다. 평단에선 《캐슬바니아: 서클 오브 더 문》보다 발전한 게임플레이를 칭찬했으나, 지루하고 난삽한 음악에 혹평을 내렸다. 2006년 1월, 북미 및 유럽 지역에서 《캐슬바니아: 비애의 아리아》와 함께 더블 팩으로 재발매됐다.

## 개발
《캐슬바니아: 불화의 하모니》는 코나미 컴퓨터 엔테인먼트 도쿄가 개발을 맡았으며 이가라시 코지가 기획했다. 《캐슬바니아: 서클 오브 더 문》에 이어 게임보이 어드밴스로 제작된 두 번째 《캐슬바니아》 게임이다.

## 평가
| 통합 점수   | 통합 점수 |
| 통합사      | 점수      |
| ----------- | --------- |
| 게임랭킹스  | 84%       |
| 메타크리틱  | 87/100    |
| 평론 점수   |           |
| 평론사      | 점수      |
| EGM         | 9.67/10   |
| 패미츠      | 31/40     |
| 게임 인포머 | 9.5/10    |
| 게임프로    | [ 8 ]     |
| 게임스팟    | 8.2/10    |
| 게임스파이  | 87/100    |
| IGN         | 9.2/10    |
| 닌텐도 파워 | 4.2/5     |
| 플레이      | [ 4 ]     |

| 수상   | 수상                  |
| 평론사 | 수상                  |
| ------ | --------------------- |
| IGN    | Editors' Choice Award |

## 참조

### 주해
1. ↑  Castlevania: Harmony of Dissonance
2. ↑  キャッスルヴァニア 白夜の協奏曲